# Luca Castellazzi
Luca Castellazzi (Gorgonzola, 19 juli 1975) is een Italiaans doelman in het betaald voetbal. Op 21 januari 2001 maakte hij met Brescia zijn debuut in de Serie A, tegen Vicenza

## Carrière
- 1992-1994: AC Monza (jeugd)
- 1994-1995: AS Varese
- 1995-1996: AC Monza
- 1996-1998: Padova
- 1999: Pescara
- 1999-2005: Brescia
- 2002: Reggina (op huurbasis)
- 2003: Catania (op huurbasis)
- 2005-2010: Sampdoria
- 2010- 2014: Inter Milaan
- 2014-     :Torino

## Erelijst
| Wereldkampioen clubteams | 1x | 2010    |
| Coppa Italia             | 1x | 2010/11 |
| Supercoppa               | 1x | 2010    |